# Erik Lamela
Erik Manuel Lamela Cordero (Buenos Aires, 4 de março de 1992) é um ex-futebolista argentino que atuava como meio-campista ou ponta-direita.

## Carreira

### River Plate
Em 2004, com apenas 12 anos de idade, o Barcelona tentou contratá-lo. No entanto, nenhum acordo foi alcançado.
Lamela fez sua estreia como profissional pelo River Plate no dia 14 de junho de 2009, em jogo válido pelo Clausura contra o Tigre, substituindo Robert Flores no segundo tempo.
Tornou-se referência técnica do River Plate a partir do Clausura de 2011, aos 19 anos, quando a imprensa argentina passou a compará-lo com grandes camisas 10 do passado.

### Roma
Em julho de 2011 Lamela acertou com a Roma, quando foi vendido por 12 milhões de euros fixos mais 2 milhões conforme objetivos alcançados.
Na Itália, Erik conseguiu ter sua projeção mundial assegurada. Já em sua estreia na Série A, o argentino conseguiu marcar um gol diante o Palermo, após assistência de Daniele De Rossi, e garantiu a vitória do time da capital por 1 a 0, em jogo válido pela oitava rodada do Campeonato.
Apesar de já ter conseguido alguns gols durante o Campeonato Italiano de 2011–12, foi na época seguinte que o sul-americano despontou como um dos principais goleadores do time. Realizando uma impressionante marca de sete gols em seis jogos consecutivos, Lamela conseguiu impressionar o mundo com suas exímias performances na Europa.
Com 15 gols em 33 jogos, Lamela chegou a empatar com Miroslav Klose no número de tentos marcados, mas não conseguiu superar Edinson Cavani na artilharia da Liga.
Apesar de nunca ter chegado e nenhuma competição europeia com a Roma, o jogador esteve muito próximo de conseguir seu primeiro troféu de nível nacional já em sua segunda temporada com o clube. Na Coppa Italia de 2012–13, Lamela esteve em campo durante boa parte da campanha que levou o seu time até a final contra a Lazio. Contudo, no Derby della Capitale, o time adversário conseguiu se sair vitorioso após um placar simples de 1 a 0.
Na temporada seguinte, com o time ainda só podendo disputar competições nacionais, o jogador passou a ser sondado por times de fora da Itália e deixou a capital do país, mesmo após ter sido relacionado para o primeiro jogo da Série A de 2013–14, para rumar à Inglaterra.
"El Coco", apelido que ele ganhou em seus tempos no time da capital, teve a oportunidade de despedir-se da Roma antes de rumar à Grã-Bretanha. Com muita emoção, Lamela comentou sobre seu carinho pelo clube e o desejo de voltar:

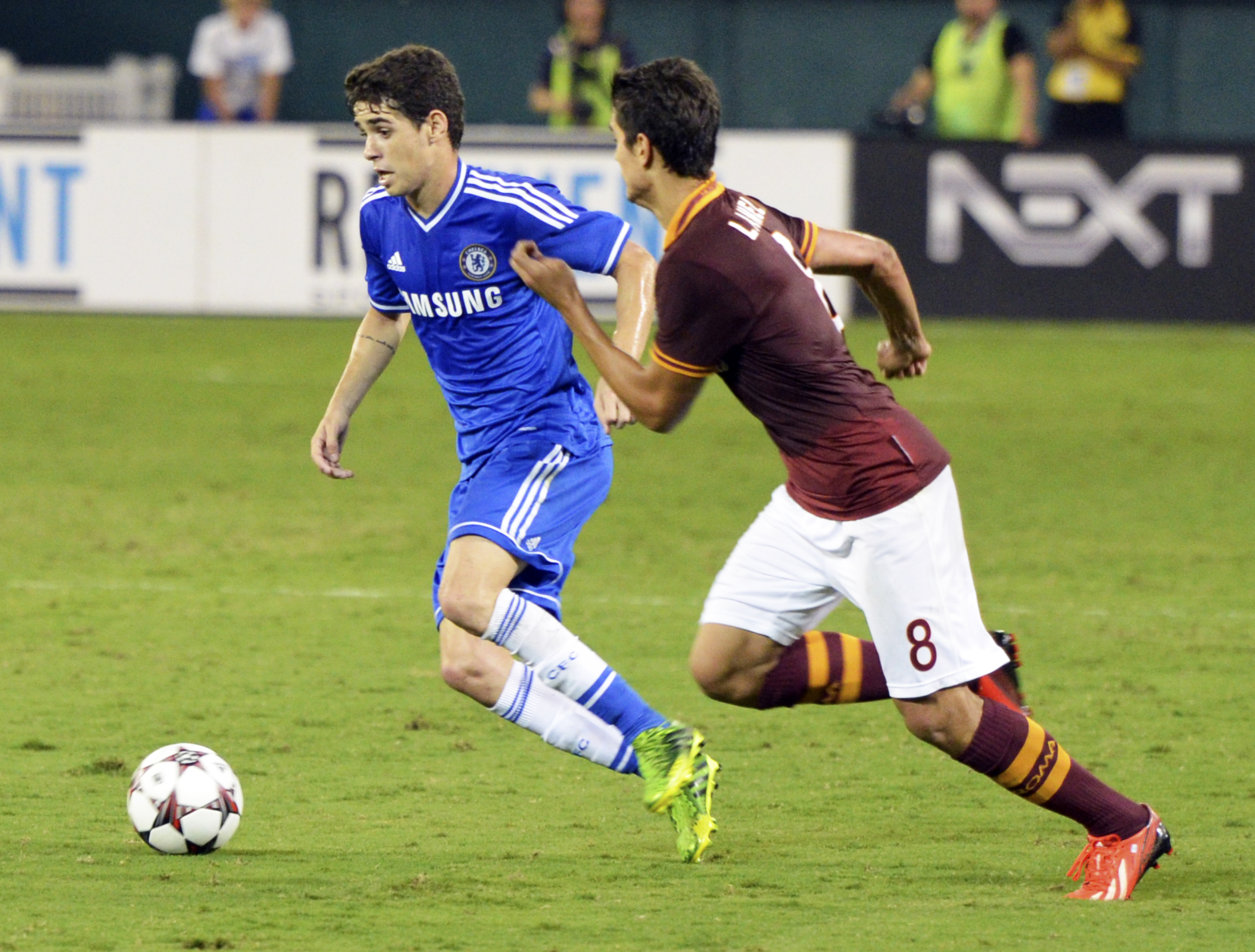
Oscar e Lamela em um amistoso em 2013

| “                              | Tenho orgulho de ter jogado com a camisa da Roma. Espero voltar um dia. [...] Talvez eu não tenha conseguido expressar tudo o que queria e poderia ter feito. Também é verdade que a nível de equipa nos faltou alguma coisa. Espero que este ano corra melhor. Vi que todos os meninos têm muita vontade de se sair bem. Eu os vi muito concentrados. Desejo que o clube, o treinador e os companheiros avancem o máximo possível. No que me diz respeito, agora espero ir bem em Londres também com o Tottenham. Estou pronto. Quero agradecer e cumprimentar os torcedores que sempre se comportaram bem comigo. Eu abraço todos eles. Sempre os terei em meu coração. | ” |
| — Lamela, em despedida da Roma | |   |

### Tottenham

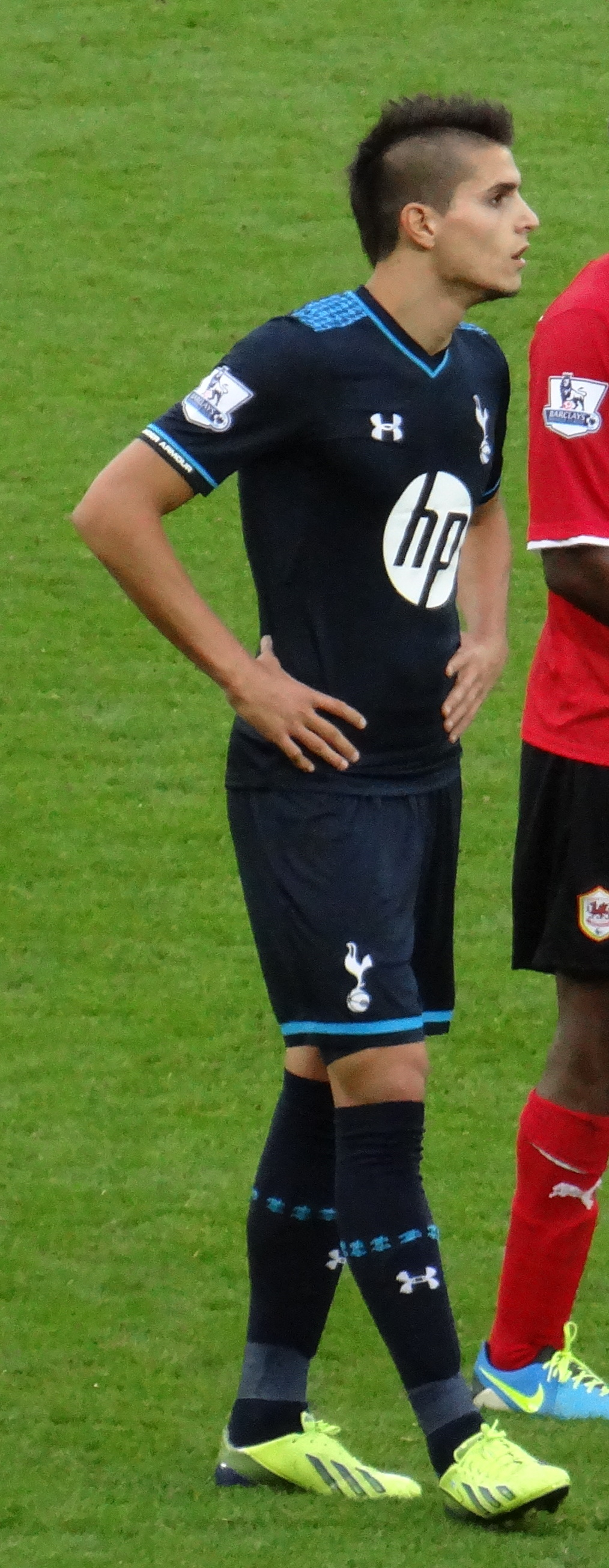
Lamela pelo Tottenham em 2013

No dia 28 de agosto de 2013, a Roma anunciou oficialmente a transferência de Lamela ao Tottenham, por 30 milhões de euros.
No clube de Londres, o atleta conviveu com dois problemas frequentes: a falta de títulos e de lesões. Na Premier League, o jogador teve uma campanha muito sólida, mas que foi interrompida demasiada vezes por lesões. Uma de de suas mais graves ocorreu na temporada 2016–17, por conta de uma séria lesão no quadril.
Após ficar mais de um ano afastado dos gramados devido a uma lesão no quadril que exigiu duas operações, voltou a jogar em 28 de novembro de 2017, entrando no decorrer da partida contra o Leicester, onde marcou um gol.
Na principal competição inglesa, o argentino chegou a uma boa marca de 117 partidas, onde marcou 17 gols e deu 23 assistências. Apesar de jogar mais avançado na Itália, sua passagem pela Inglaterra fez com que o sul-americano se adaptasse em outra função: a de meio-campista, e tratou de servir outros atacantes dos Lillywithes ao longo das épocas, em especial o artilheiro Harry Kane, que liderava a equipe nesse quesito.
Mesmo que não tenha vencido nenhum troféu de Premier com o Tottenham, Lamela pôde conseguir títulos individuais de alta relevância. Na época 2020–21, o jogador conquistou não só prêmio de Melhor gol do da Premier League do mês de março de 2021, como também conquistou o Melhor Gol da Temporada do Campeonato Inglês com esse mesmo tento.
No futuro, esse belo gol também conseguiu vencer o Prêmio Puskás, tornando-se o primeiro argentino a garantir essa premiação.
| “                                     | Muito obrigado, estou muito feliz por vencer este prêmio. Naquele momento, eu não pensei muito, não percebi o quão especial foi o gol. | ” |
| — Lamela, após ganhar o Prêmio Puskas | |   |

O gol em questão aconteceu em um clássico diante o Arsenal. A jogada do Tottenham era desenhada em algumas inversões de bola, até que a pelota chegou em Sergio Reguilón, que chegou a passá-la para os pés do brasileiro Lucas, este que deu sua assistência para Erik estufar as redes com um gol de letra, vencendo o goleiro Aaron Ramsdale que não alcançou a esfera branca.

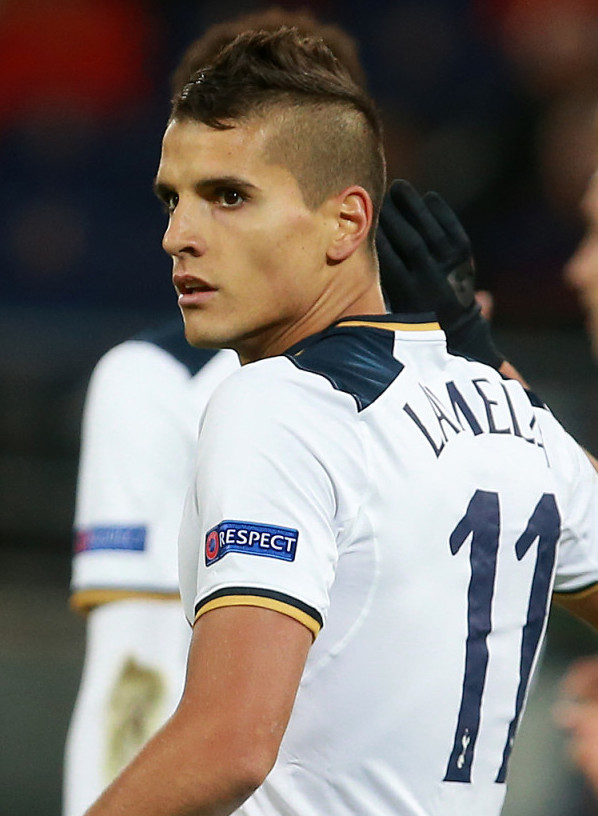
Erik Lamela em 2016

Pela Copa da Inglaterra, Erik nunca conseguiu ir até a decisão. De fato, o argentino só chegou a semifinal duas vezes, mas viu o Totteham ser eliminado para o Chelsea (onde não jogou por estar lesionado), em 2017 e para o Manchester United, em 2018.
Apesar disso, na Copa da Liga Inglesa, conseguiu chegar a semifinal três vezes, onde avançou em duas oportunidades para disputar a partida decisiva. No entanto, nas oportunidades que teve de conquistar o titulo, os Spurs falharam em 2015, onde perderam para os Blues de Londres, e em 2021, quando amargaram o vice-campeonato para o Manchester City de Pep Guardiola.
Na Liga Europa, apesar do Tottenham nunca ter conseguido passar das oitavas de final, Erik chegou a ter ótimos desempenhos individuais. Em 2013, participou dos dois gols do Tottenham (um gol e um pênalti sofrido) na vitória deles diante o Sheriff pela Fase de Grupos. Um ano depois, marcou um doblete contra o Asteras Tripolis nessa mesma Fase e teve seu suprassumo ao marcar um hat-trick contra o Monaco em 2015, ainda na primeira parte da competição.
Suas participações na Liga dos Campeões foram similares em relação a o número de vezes que o time passou da Fase de Grupos, mas conseguiram ter uma participação mais ativa na competição na primeira vez que o time Londrino chegou à final. Quando jogou a Liga dos Campeões da UEFA de 2019–20, Erik chegou a marcar um gol contra o Barcelona, na Fase de Grupos, e viu o seu time rumar até a final após uma grande performance de Lucas Moura nas semifinais diante o Ajax de Erik ten Hag.
Contudo, no jogo decisivo, o argentino nem entrou em campo e viu Mohamed Salah e Divock Origi balançarem as redes para darem o título ao Liverpool.
Mesmo após mais de 200 jogos sem títulos pelo time de Londres, Lamela jamais pensou em deixar o clube que defendia. No entanto, em 2021, havia muita incerteza sobre a permanência do argentino nos Spurs. Apesar de ter uma relação boa com a torcida e com o treinador Mauricio Pochettino, seu nome era frequentemente associado longe do time branco.
Em 26 de julho de 2021, Erik foi negociado com o Sevilla. A saída do jogador aconteceu para que Bryan Gil, atacante do time espanhol, fosse cedido ao time da Premier League para época 2021–22. Lamela deixou os Lillywihtes após 257 jogos, 37 gol e 47 assistências.
| “                                   | Foi uma longa jornada juntos, talvez mais do que eu imaginava, mas esse clube está no meu coração. Eu sinto a camisa como os torcedores. Muitas boas memórias ao longo dos anos. Agradeço aos meus companheiros por todo esse tempo juntos, e também aos funcionários que sempre me trataram de forma excelente. Agradeço aos torcedores pelo apoio em todos os jogos. Vou sentir a falta de todos e vou carregar esse clube para sempre comigo. | ” |
| — Lamela, na despedida do Tottenham | |   |

### Sevilla
Em julho de 2021, Lamela assinou com o Sevilla após Bryan Gil ser envolvido na negociação para assinar com o Tottenham. Erik cumprira seu contrato por três temporadas.
No time espanhol, o jogador conseguiu estrear muito bem. Nas duas primeiras rodadas da La Liga, Lamela marcou três gols, sendo dois deles no jogo inicial diante o Rayo Vallecano.
Futuramente, em novembro, o jogador iria sofrer com uma nova lesão que o deixaria de fora de diversas partidas, pois só retornou ao time em março do ano seguinte. Em seu retorno, marcou um gol contra o Real Madrid, juntamente de Ivan Rakitić, na 32ª rodada.
Sua segunda época de La Liga foi ainda melhor. O argentino marcou seis gols, um a mais que na época anterior, incluindo novos tentos diante o Real Madrid, Valencia e Real Sociedad, e contribuiu ativamente para uma campanha regular do time que garantiu a 12ª colocação na Liga.
Apesar de nunca ter ido além das quartas de final na Copa do Rei, o jogador compensou isso com seu primeiro título na carreira em outra competição. Durante a Liga Europa da UEFA de 2022–23, o jogador foi responsável por marcar o gol da classificação do Sevilla à final da competição. O clube espanhol derrotara a Juventus na prorrogação por 2 a 1 e enfrentaram a Roma, antiga equipe do argentino, na decisão.
Após Paulo Dybala e Gianluca Mancini marcarem um gol para cada lado no tempo normal, sendo esse último um gol contra dos italianos, os times foram direcionados à prorrogação. Persistindo tal empate, Roma e Sevilla iriam decidir o jogo final em uma disputa por pênaltis. Erik chegou a cobrar e acertou sua cobrança. Ele viu, então, Mancini e Roger Ibañez terem suas batidas defendidas por Yassine Bounou, goleiro do time de Sevilha, e conseguiu conquistar a Taça da Liga Europa pela primeira vez em sua carreira.
Em uma prova de carinho com sua antiga equipe, Erik comentara sobre o jogo após o apito final. Em depoimento, ele afirmou que nunca quis enfrentá-los no jogo decisivo:
| “                                     | Olá a todos os torcedores da Roma... Quero dar os parabéns a todos pelo caminho que percorreram e pela forma como disputaram a final. A Roma significa muito para mim, foi meu primeiro time na Europa e sempre será o único na Itália. Nunca quis jogar uma final contra você, mas quem sabe por que o destino quis que fosse assim. Eu gostaria de me despedir de você na curva, mas eu. Eu estava muito nervoso e animado, entendo a sua dor e entendo quem está com raiva de mim, mas te digo que nada nem ninguém mudará o amor que sinto por essa camisa e sempre amarei a AS Roma. | ” |
| — Lamela sobre a final da Liga Europa | |   |

Na temporada seguinte, Lamela foi novamente superado pelo Manchester City de Pep Guardiola. Dessa vez, o time azul de Manchester superou os espanhóis na Supercopa da UEFA de 2023, após nova disputa por pênaltis. Erik não chegou a cobrar, e observou Nemanja Gudelj chutar para fora, dando assim o troféu para o clube inglês.
Continuando a época 2023–24, o jogador começou a ter problemas físicos mais acentuados. Ele lesionava-se com certa frequência durante essa temporada e seu futuro no time europeu estava em cheque. Com isso, equipes brasileiras sondaram o atacante, já que este poderia vir de graça após o termino de seu contrato na metade de 2024.

### AEK Atenas
Em 21 de julho de 2024, Lamela assinou um contrato de 3 anos com o AEK Atenas. Em 14 de agosto de 2025, Lamela anunciou que estava rescindindo seu contrato com o AEK Atenas, antes de anunciar sua aposentadoria do futebol profissional.

## Seleção Argentina
Atuou no Campeonato Mundial Sub-20 de 2011. Estreou pela Seleção Argentina principal no dia 25 de maio de 2011, em um amistoso contra o Paraguai. Marcou seu primeiro gol pela Seleção num amistoso contra a Alemanha em 3 de setembro de 2014, no Esprit Arena, em Düsseldorf.

## Títulos
Sevilla
- Liga Europa da UEFA: 2022–23

### Prêmios individuais
- Gol do Mês da Premier League: março de 2021
- Gol da Temporada da Premier League: 2020–21
- Prêmio FIFA Ferenc Puskás: 2021